# I Was Made for Lovin' You
I Was Made for Lovin' You è un brano dei Kiss, pubblicato per la prima volta come traccia dell'album Dynasty del 1979. È uno dei brani più famosi del gruppo, conosciuto soprattutto per il riff di basso e il ritornello.

## Descrizione
Composto da Paul Stanley, Vini Poncia e Desmond Child, il brano è stato registrato mezzo tono sotto, come tutte le altre tracce dell'album Dynasty, con Anton Fig alla batteria al posto di Peter Criss, ritenuto dal produttore Vini Poncia fuori forma per suonare a causa di problemi di droga e di un incidente stradale. Lo stesso Poncia contribuisce alle registrazioni del brano suonando le tastiere e come voce secondaria.
I Was Made for Lovin' You è stato estratto come singolo nel maggio del 1979 assieme alla traccia Hard Times scritta da Ace Frehley. Il singolo raggiunse il numero 11 nella Billboard Hot 100 statunitense, ma si issò in moltissime nazioni europee ai vertici delle classifiche (nei Paesi Bassi raggiungerà la prima posizione), facendo conoscere per la prima volta alla band il successo mondiale. Il brano è stato inoltre premiato come singolo d'oro, il secondo nella carriera dei KISS.
Sin dal 1979, anno della pubblicazione, il brano è stato sempre suonato dal gruppo durante le esibizioni dal vivo, anche se con qualche variazione rispetto alla versione registrata in studio (specialmente per quanto riguarda il ritmo che, per esempio, ai tempi in cui vi era Eric Carr nella formazione era più veloce).

## Tracce
- Lato A: I Was Made for Lovin' You
- Lato B: Hard Times

## Formazione
- Paul Stanley - chitarra ritmica, voce
- Ace Frehley - chitarra solista, cori
- Gene Simmons - cori, basso
- Anton Fig - batteria, cori

### Collaboratori
- Anton Fig - batteria[11][14]
- Vini Poncia - cori[11], tastiere[11]

## Classifiche

### Classifiche settimanali
| Classifica (1979)        | Posizione massima |
| ------------------------ | ----------------- |
| Australia                | 2                 |
| Austria                  | 6                 |
| Belgio (Fiandre)         | 1                 |
| Canada                   | 1                 |
| Francia                  | 2                 |
| Germania                 | 2                 |
| Italia                   | 10                |
| Norvegia                 | 10                |
| Nuova Zelanda            | 1                 |
| Paesi Bassi              | 1                 |
| Regno Unito              | 50                |
| Stati Uniti              | 11                |
| Stati Uniti (dance club) | 37                |
| Sudafrica                | 2                 |
| Svezia                   | 19                |
| Svizzera                 | 2                 |

### Classifiche di fine anno
| Classifica (1979) | Posizione |
| ----------------- | --------- |
| Australia         | 2         |
| Austria           | 20        |
| Belgio (Fiandre)  | 3         |
| Canada            | 8         |
| Francia           | 12        |
| Germania          | 12        |
| Italia            | 30        |
| Nuova Zelanda     | 6         |
| Paesi Bassi       | 8         |
| Stati Uniti       | 74        |
| Sudafrica         | 18        |
| Svizzera          | 16        |

## Cover
Il brano è stato oggetto di cover da parte dei seguenti artisti:
- Paulina Rubio, che incise il brano nell'album Border Girl del 2002
- La band techno tedesca Scooter, che pubblicò la propria cover nell'album No Time to Chill, pubblicandola in seguito come Lato B del singolo We Are The Greatest.
- La band heavy metal finlandese Embraze, che la incluse nel suo primo album Laeh
- Yungblud nel 2024 nella colonna sonora del film The Fall Guy

## Curiosità
- Viene cantata da Homer Simpson nell'episodio Non per soldi ma per preghiere della 14ª stagione dei Simpson.
- Nella pubblicità dell'ultima serie de Gli Amici Immaginari di Casa Foster si può sentire in sottofondo la canzone del gruppo.
- Dalla prima alla ventottesima giornata era presente nella sigla di apertura e di chiusura delle dirette televisive delle partite e delle trasmissioni televisive correlate della Serie A TIM 2013/2014 e della TIM Cup 2013/2014 (quando, a partire dalla ventinovesima giornata, viene sostituita da Monkey Man dei The Specials).
- Il brano è stato anche inserito nella colonna sonora del film Moulin Rouge! con Nicole Kidman e Ewan McGregor.
- Appare anche nel film d'animazione Scooby-Doo e il mistero del Rock'n'Roll dove compaiono gli stessi Kiss.
- È stata anche la sigla della rubrica del TG5 Cartellone.